# 土成町成当
土成町成当（どなりちょうなりとう）は、徳島県阿波市の大字。2010年10月1日現在の人口は673人、世帯数は210世帯。郵便番号は〒771-1504。

## 地理
阿波市の南部に位置。南は市場町伊月、西は土成町水田、北は土成町浦池、東は土成町土成と接する。北部に一部山地があるが大部分は平地である。
南部を徳島県道12号鳴門池田線、中央部を徳島県道139号船戸切幡上板線が東西に走る。東は九頭宇谷川、西は日吉谷川が境をなし、北境を流れる金蔵谷川が九頭宇谷川に注ぐ。北部を阿波用水が西に流れる。北方山麓に大場池がある。

### 河川
- 九頭宇谷川
- 日吉谷川
- 金蔵谷川

## 歴史
- 2005年（平成17年）4月1日 - 板野郡土成町が吉野町・阿波郡市場町・阿波町と合併して阿波市となり、住所表記は「板野郡土成町成当」から「阿波市成当」となる。
- 2007年（平成19年）1月1日 - 住所表記に「土成町」が復活し、現在の表記となる。

## 施設
- 阿波市立土成小学校
- 赤田神社
- 円光寺
- 教覚寺

かつて存在した施設
- 徳島県立阿波農業高等学校

## 交通

### 道路
都道府県道
- 徳島県道12号鳴門池田線
- 徳島県道137号土成徳島線
- 徳島県道139号船戸切幡上板線